# 鷲塚慶一郎
鷲塚 慶一郎（わしづか けいいちろう）は、SNKの対戦型格闘ゲーム『幕末浪漫 月華の剣士』シリーズなどに登場する架空の人物。声優は小西克幸。

## キャラクター設定
新撰組副局長土方歳三直属の部下という設定（どの隊にも属していない）の新撰組隊士。隠密行動専属の隊士として、地獄門について調査を命ぜられる。新撰組内で粛清されそうになったことで脱退した紫鏡とは因縁があり、対戦前には特定の演出が用意されている。
『一幕』のエンディングでは、京都の池田屋にて、長州藩の尊王攘夷派の人物による密議が行われていることを仲間の隊士から聞かされ、探索に乗り出す（世に言う「池田屋事件」である）。その際に「あの人と探索を開始する」と言っているが、鷲塚が言う「あの人」が誰なのかは不明。
第二幕『月に咲く華、散りゆく花』（以下『二幕』と表記）の鷲塚は、地獄門の調査を続けている途中で地獄門に関係する人物が浮上したことで、その人物たちの身辺調査を行っていた。その人物たちが「封印の巫女」と呼ばれる女性を探していることを鷲塚は突き止め、真相解明のために地獄門を目指す。同じ隊士の真田小次郎とは家族同然の付き合いで、鷲塚の対CPU7戦目の相手でもある。鷲塚は、小次郎の本名とその性別を知っていたことが戦闘後に分かる。エンディングでは、長州征伐の前後で近藤勇らが京都におらず、鷲塚は京都での市中見回りを強化する旨を新撰組屯所に伝令する。そして、時代が変わっても、自分の忠義の心は変わらないことを決意し、背景に「誠」の一文字が表示される。
鷲塚は、太平の世に忘れ去られた侍の美学と、正直さ、潔癖さ、朴訥さ、剣一筋に己の生きる道を切り開くという熱い思い、そして尽忠報国の志を貫くことを信念として動いている。
年齢は『一幕』では28歳となっているが、『二幕』では1歳若返って27歳になっている。
クロスオーバー作品である『ネオジオバトルコロシアム』（以下『NBC』と表記）にも登場しており、ここでは複合企業体「WAREZ」と地獄門との関わりの真相を探るべく、彼らの主催する「バトルコロシアム」に乗り出す。なお、鷲塚のストーリーにおいてはWAREZは西洋の商家であることになっている。エンディングでは、WAREZに監禁されていたある浪人を救出する。

## ゲーム上の特徴
必殺技のコマンドはレバー入力の溜めを要する技が多い。各技は、リーチの長さや威力の高さに優れており、飛び道具を使えるので遠距離でも戦うことができる。剣質を問わず、通常技をキャンセルして各必殺技につなげるのが基本。「狼牙（・直式）」を昇華して超奥義の「真・狼牙」に繋げる連続技の破壊力は他の追随を許さない。

## 技の解説

### 通常技
| 操作         | 立ち             | しゃがみ                          | ジャンプ         | 立ち（素手） | しゃがみ（素手） | ジャンプ（素手） |
| ------------ | ---------------- | --------------------------------- | ---------------- | ------------ | ---------------- | ---------------- |
| 弱斬り       | 袈裟斬り         | 柄打ち                            | 水平斬り         | 水平突き     | 屈み突き         | 突き             |
| 強斬り       | 俊速・壱の間合い | 斬り上げ                          | 俊速・空の間合い | 水平突き     | 屈み突き         | 突き             |
| 蹴り         | 下段蹴り         | 第一幕：屈み斬り 第二幕：屈み蹴り | 跳び蹴り         | 下段蹴り     | 屈み回し蹴り     | 跳び蹴り         |
| 弾き         | 面擦り上げ       | 胴擦り上げ                        |                  |              |                  |                  |
| ダッシュ攻撃 | 俊速駈け         | 蹴り駈け                          |                  |              |                  |                  |
| 弾き後攻撃   | 斜め上段斬り     | 斜め上段斬り                      |                  |              |                  |                  |
| 打ち上げ斬り | 斜め上段蹴り     |                                   |                  |              |                  |                  |
| 防御不可斬り | 俊速・参の間合い |                                   |                  |              |                  |                  |

### 投げ技・特殊技
背負い投げ
相手の体を両腕で掴んで後方の地面に叩き付ける。
俊速・参の間合い
『二幕』で新たに追加された防御不可斬りで、『力』専用。体を後方に引き、刀を構えて力を溜めてから前方へ一気に突き刺す。ボタンを押しっぱなしにすることで溜め続けられ、最大まで溜めると下記の「俊速・無の間合い」に変化する。
天誅突き
ダウン中の相手に対する追い討ち攻撃。斜め一直線に相手に刀を突き出す。攻撃の動作が速く、安定して決まる。

### 奥義（必殺技）
疾空殺
刀を振り下ろして三日月状の飛び道具を前方へ飛ばす。弱は1発、強は2発繰り出す。弱は隙が少ない部類に入るが、強は発生が遅いうえに隙も大きい。
虚空殺
刀をすばやく上方へ突き出す。しゃがみ強斬りよりも対空性能や威力に優れる。『技』『極』では打ち上げ斬りや乱舞奥義の打ち上げルート後に決めることも可能。
俊速・無の間合い
『力』の防御不可斬り「俊速・参の間合い」を最大まで溜めた状態で発動する技で、技名も若干異なっている。食らった相手は前方へ倒れこむようにその場でうつ伏せダウンする。攻撃力の上昇に加えて昇華対応技にもなる。
虚式
『NBC』での技で、「俊速・参の間合い」および「俊速・無の間合い」と同じ動作で攻撃するガード不能の突き。同様にコマンド入力時のボタンを押し続けて溜めることができるが、こちらは4段階まで威力が上昇する。
狼牙
肩口から体当たりするように突進する。『力』のみ昇華に対応している。この技自体は体当たり攻撃だが、追加入力によって以下の4つの技に派生する。
狼牙・直式
狼牙からの追加技で、刀をまっすぐに突き刺す。『力』『極』は昇華対応技で、ここから「真・狼牙」につなげるのが鷲塚の基本。
狼牙・斜式
狼牙からの追加技で、小さく飛び上がって斜め下へ刀を突き出す。攻撃はしゃがみガード不可。
狼牙・伏式
『二幕』以降の狼牙からの追加技で、斜め下へ刀を突き出す。攻撃は立ちガード不可で、「狼牙・斜式」とで相手のガードを揺さぶることが可能。
狼牙・翻式
『NBC』でのみの狼牙からの追加技で、「俊速・参の間合い」と同じように後方に身体を引いてから前方に突き出す。コマンドのボタンにより攻撃するまでの時間が異なり、最も遅いDボタン（強キック）で入力した場合のみガード不能になる。
俊殺
前方へすばやい突きを出す。攻撃のリーチの長さと技の速さに優れている。攻撃後は若干硬直する。
俊殺・連
「俊殺」から目にも止まらぬ速さで無数の突きを繰り出す。「俊殺」がヒットかガードさせた瞬間にボタンを連打する（『NBC』では「俊殺」と同じコマンドを入力する）ことで、この技に移行する。「俊殺」と同じく、攻撃後は若干硬直するが、ヒット・ガードを問わず、相手に当たりさえすれば間合いが離れるため、反撃を受けにくい。

### 超奥義（超必殺技）
真・狼牙
肩口から突進し、食らった相手を刀で突き刺したまま画面端まで運ぶと、「俊殺・連」以上の速さで無数の突きを繰り出して相手を斬り刻んで吹き飛ばし、とどめに虚空殺を叩き込む。突進がガードされると鷲塚は跳ね返る。「狼牙（・直式）」を昇華して出すのが基本。強斬りをキャンセルして出しても連続でつながる。

### 潜在奥義
最終・狼牙
刀を片手で握って構えてから、前方へ一気に突き出す。攻撃が決まると画面が真っ白になり、鷲塚は背中を向けてポーズを決め、背景には「誠」の一文字が大きく表示される。食らった相手は体から血飛沫を噴きだしてその場にうつ伏せダウンする。ボタンを押し続けることで溜めが可能で、2秒以上溜めると攻撃力が上昇し、ガード不能技と化す（溜め中に体が赤く光るのが目安）。溜めている間は無防備だが、一瞬で長距離を移動するため、離れた相手に有効。
『NBC』では「虚式」同様に溜めることで4段階まで攻撃力が上昇し（ガード不能になるのは3段階以上）、またスーパーキャンセルでこの技を出すことも可能。

### 乱舞奥義
絶・狼牙
『二幕』で追加された乱舞奥義。類型はスタンダードタイプである。

## その他
漫画家の和月伸宏は、鷲塚の潜在奥義「最終・狼牙」を「ひたすらカッコいい」と絶賛している。